# Феофил (Хериняну)
Архиепи́скоп Фео́фил (рум. Arhiepiscopul Teofil, в миру Теофил Хериняну, рум. Teofil Herineanu; 11 ноября 1909, Аркалия, Бистрица-Нэсэуд — 3 ноября 1992, Клуж) — епископ Румынской православной церкви, архиепископ Вадский, Фелякский и Клужский.

## Биография
Родился 11 ноября 1909 года в семье греко-католика Василия Хериняну из Аркалии. Родители Теофила были бедными людьми, но они приложили усилия, чтобы дать сыну хорошее образование.
В 1920—1928 годах обучался в лицее им. Андрея Мурешану в Деже и лицее им. Георге Барицу в Клуже. С 1928 по 1932 год обучался в униатской богословской академии в Клуже, руководство которой отправило его на учёбу на факультет католического богословия в Париже, но деньги, предоставленные как стипендия, оказались недостаточными, молодой Теофил Хериняну был вынужден вернуться всего через шесть месяцев.
19 июня 1932 года униатским епископом Юлием Хоссу был рукоположен в сан священника в состоянии целибата, после чего служил до 1949 года священником в приходах Чаба, Бэбуц и Пантичеу в жудеце Клуж.
В годы Второй мировой войны он находился в оккупированной хортистской Венгрией зоне Трансильвании, где вместе с другими греко-католическими и православными священниками он выступал за сохранение румынской национальной идентичности. На этой земле практически укрепляются его связи с православными священниками. Теофил Хериняну становится сторонником объединения «Oastea Domnului» и всех действий, которые, по его мнению, приносят дополнительный вклад в духовную жизнь румын.
В 1949 году перешёл в Румынскую православную церковь, а 8 июня 1949 года после объединения Хушской епархии с Романской был избран епископом Романским и Хушским. В письме Патриарха Румынского Юстиниана к Патриарху Московскому Алексию I отмечается, что укреплению Румынской православной церкви с перешедшими в неё греко-католиками единства «способствует также факт избрания одного из возвращенных духовников Трансильвании Теофила Хериняну на престол епископии Романа и Хушь. Этот священник в настоящее время находится в монастыре, где готовится к принятию пострига ввиду его посвящения в архиереи».
29 июня 1949 года в Монастыре Четэцуя в Яссах был пострижен в монашество с сохранением прежнего имени. 21 августа того же года в Cкиту Драгославеле состоялась его архиерейская хиротония. 28 августа того же года в Романе состоялась его интронизация.
В 1957 году после того как Клужская епархия осталась без правящего архиерея, Румынская православная церковь хотела лишний раз продемонстрировать поражение Румынской грекокатолической церкви, назначив бывшего греко-католического священника епископом в Клуж. Патриарх Юстиниан сначала рассматривал в качестве кандидата на этот пост каноника Эмиля Югу, который обусловил переход в православие и принятие назначения через повышение статуса архиерейского престола в Клуже до ранга митрополии. В результате отказа предложения о создании Клужской митрополии, на Клужскую епархию решили избрать епископа Феофила (Хериняну), который не поставил никаких условий. Его официальное избрание состоялось 19 декабря 1957 года, а интронизация 22 декабря того же года.
11 июня 1973 года Священный Синод Румынской православной церкви возвысил Клужскую епископию до статуса архиепископии, епископ Феофил был введен в новое достоинство 9 сентября 1973 года.
13 мая 1974 года в знак высокой оценки и признательности экуменической деятельности, протестантский Богословский институт в Клуже присвоил архиепископу Теофилу высокое академическое звание доктора honoris causa.
Скончался 3 ноября 1992 года. Похоронен в склепе в крипте православного собора в Клуже.